# Thédirac
Thédirac é uma comuna francesa na região administrativa de Occitânia, no departamento de Lot. Estende-se por uma área de 16,51 km². Em 2010 a comuna tinha 298 habitantes (densidade: 18 hab./km²).